# Entrevistas entre padres y maestros
La conferencia entre padres y maestros, entrevista entre padres y maestros o la tarde de padres es una reunión entre padres y maestros para discutir el progreso de los estudiantes y buscar soluciones a problemas académicos o de conducta. Las entrevistas entre padres y maestros complementan la información que muestran las boletas de calificaciones, enfocando las fortalezas y debilidades del estudiante en materias específicas, y generalizando el nivel de destrezas y competencias entre currículos.
La mayoría de las entrevistas se hace sin la presencia de los estudiantes evaluados, a pesar de que las evidencias indican que incluirlos aumenta el rendimiento de las reuniones. Por lo general, las entrevistas las conducen los maestros, quienes juegan un papel más activo. Los padres quedan relegados al papel de oyentes.

## Tipos
Hay diferentes formas de realizar las entrevistas dependiendo del país, el distrito escolar y la escuela. Los subtipos se clasifican según los siguientes criterios:  

### Formas
Al igual que muchas otras reuniones, las entrevistas se realizan cara a cara, cuando los padres y los maestros se reúnen en persona.  Las reuniones a distancia se conducen por teléfono o por sistemas de videoconferencia como Skype o Google Voice. Las reuniones cara a cara permiten el contacto personal pero requieren que los padres y maestros se encuentren en el mismo lugar para la reunión. Estas entrevistas normalmente duran entre cinco y quince minutos.   
En los casos de conferencias por medios electrónicos, ni los padres ni los maestros necesitan estar en la escuela, y pueden participar en la reunión desde sus hogares, trabajo o durante un viaje. La escuela no necesita reservar salones para las entrevistas y hay mayor flexibilidad para concertar la hora apropiada. Las desventajas de los medios electrónicos son la falta de contacto directo al que muchos participantes están acostumbrados, y la necesidad de contar con tecnologías libres de fallas. 
Las entrevistas entre padres y maestros son tradición en los sistemas escolares de Occidente, como los de Australia, Canadá, Reino Unido y Estados Unidos.  Muchas escuelas primarias de Estados Unidos acortan la jornada escolar 2 o 3 horas (la mayoría durante toda una semana)  a mediados de otoño, para dar tiempo adicional a los maestros para las reuniones.

### Participantes
Las entrevistas entre padres y maestros tienen las siguientes modalidades:  
- Reuniones individuales entre el padre y el maestro. Este tipo de entrevista se usa cuando los docentes enseñan materias diferentes y los padres se reúnen con cada profesor individualmente.  Esta reunión brinda mayor privacidad y permite evaluar la información de un estudiante en asignaturas particulares. Lo negativo de estas entrevistas es la dificultad para programarlas porque requieren múltiples intervalos de tiempo y múltiples sitios de reunión.
- Varios padres y un maestro. Usualmente los estudiantes de los padres que asisten a estas reuniones estudian en el mismo año o clase y el profesor enseña una materia en particular o es el docente designado de la clase. Esta modalidad es común en la escuela primaria.  Es relativamente fácil de programar, pero no ofrece la privacidad necesaria para evaluar la situación particular de cada estudiante.
- Un padre con varios maestros. Este tipo de reunión se puede utilizar si un niño tiene problemas con varias asignaturas, o si un padre debe reunirse con varios maestros a la vez fuera de las horas programadas para entrevistas.
- Varios padres con varios docentes.  Es útil para elegir a la junta de padres o difundir información general sobre la escuela; calendario de eventos y cambios en el reglamento. No es eficiente para discutir temas particulares de los estudiantes ni ofrece la privacidad necesaria.

### Frecuencia
En la mayoría de las escuelas las entrevistas se llevan a cabo tres veces al año, una en cada ciclo. Algunas escuelas organizan solamente una al comienzo del año escolar.  

### Duración
La duración de las conferencias de padres y maestros depende de la frecuencia y del número de padres y maestros que participan. Las asambleas anuales con múltiples participantes pueden durar dos horas o más. Las reuniones de un padre con varios maestros y varios padres con un maestro una hora. Una reunión anual, uno a uno, puede durar 15 minutos, varias reuniones al año uno a uno de 5 a 10 minutos.

### Lugar
La mayoría de las reuniones cara a cara tienen lugar en la escuela. Las reuniones de un padre con varios maestros se realizan en salones separados, muchos padres con un maestro en aulas de clase, y las conferencias uno a uno y de varios padres con un maestro en la sala de asambleas, aula o auditorio, de manera que varias entrevistas ocurren simultáneamente.

## Variantes regionales

### Australia
En el sistema educativo australiano, las reuniones se denominan entrevistas padres-maestros o noches de padres. Las prácticas varían según cada estado y nivel escolar. Algunos estados ordenan realizar las entrevistas, otros no. Además, las escuelas públicas y privadas aplican diferentes leyes federales de educación.  
Unas escuelas hacen un ciclo de entrevistas al año, otras hacen varios. Dos ciclos es lo común; en el primer lapso (febrero-abril)  y en el tercero (julio-septiembre). Muchas escuelas ofrecen múltiples fechas separando las entrevistas por nivel académico o por la lista de los estudiantes, por ejemplo, los apellidos desde A hasta la K y desde la L hasta Z.  
La demanda de los padres por el tiempo de los docentes es alta, sin embargo, una queja común de los maestros es que los padres que no necesitan entrevistarse con los maestros son los que asisten a las reuniones, mientras que los padres que deberían asistir no lo hacen.

### Canadá
En el sistema educativo de Canadá las reuniones se denominan entrevistas de padres y maestros.  
Las entrevistas son obligatorias para todos los docentes de primaria y secundaria de Ontario (Canadá). 
Por orden del ministerio de Educación, los padres tienen derecho a recibir tiempo asignado para esta actividad.
La revista Canadian Living critica las entrevistas padres y maestros por su sesgo de clases. A menudo los padres de niños privilegiados asisten a las reuniones y los padres de los niños más necesitados no.

### Singapur
En Singapur, la entrevista se denomina reunión padre-escuela.

### Estados Unidos
En los Estados Unidos la reunión se conoce como conferencia padre-maestro.
Las reuniones se realizan normalmente dos veces al año, al final del primer lapso y al final del tercero. Cada reunión tiene una duración de 15 a 20 minutos. Por lo general, los padres escogen la hora más conveniente para ellos y el maestro programa las conferencias de acuerdo a las solicitudes. Las modalidades varían según cada distrito escolar.
En los Estados Unidos, las escuelas primarias acortan el día de clases de 2 a 3 horas (la mayoría durante toda una semana) a mediados de otoño, para dar tiempo adicional a los maestros para las conferencias.  
La diferencia entre la conferencia padre-maestro y la reunión de la PTA (Parent-Teacher Association) es que la primera se dedica al desempeño académico del estudiante, mientras que la segunda se ocupa de organizar actividades extracurriculares.  
Algunos condados en Estados Unidos han propuesto calificar la inasistencia de los padres a las reuniones de padres y maestros como una violación de la ley. En todo caso, para algunas escuelas autónomas como Walton Charter Academy es un requisito para los padres asistir a estos eventos.

### Reino Unido
En el sistema educativo del Reino Unido la reunión se conoce como conferencia padre-maestro o tarde de padres. El evento se hace en el auditorio del colegio y en los espacios comunes adyacentes, los padres pasan por una serie de siete u ocho consultas individuales de 5 minutos con los maestros.

## Programación

### Objetivo
Programar las conferencias de padres y maestros implica buscar el tiempo que se ajuste a las restricciones de los padres y maestros, así como ubicar los sitios de reunión.  Si todas las reuniones fuesen independientes, la planificación pasaría a ser simplemente un horario en vez de un plan a gran escala en el que los eventos necesitan programarse en cierto orden, ya que por lo general, el producto de un evento conforma el insumo de otro evento.   
En muchos casos existen ciertas variables dependientes; los padres prefieren no esperar entre una entrevista y otra, pero necesitan tiempo suficiente para desplazarse de un lugar a otro.

### Métodos
Existen varios métodos para programar las conferencias de padres y maestros.  
En los casos más sencillos, las reuniones no están programadas con anticipación, los padres vienen a la escuela y hacen fila para entrevistarse con el docente que quieren ver. Las reuniones se hacen por orden de llegada.
Las citas se pueden hacer en persona, por teléfono o en línea.  

#### En persona
Las citas en persona se hacen de dos maneras: 
1. Los padres programan personalmente las reuniones en la oficina administrativa de la escuela. El administrador de la escuela se encarga de programar las reuniones.
2. Los estudiantes programan las horas de reunión con los docentes usando una hoja de citas y solicitando la asignación de tiempo que está disponible. Los maestros tienen su propia hoja de citas y registran las citas en ambas hojas.  Los padres tienen la opción de escoger a los maestros que desean visitar y las horas que prefieren.[4][6]

La ventaja de la primera es que los maestros no necesitan involucrarse en la programación, las desventajas son que se requiere un intermediario designado especialmente para ello,  y que el método es centralizado, ni el padre ni el maestro tienen control.  
La ventaja de la segunda es que los padres no necesitan involucrarse directamente en la programación, las desventajas son que los docentes deben hacer los programas después de clases o en los recesos, lo que les quita tiempo para descansar, preparar las clases o asistir a los estudiantes. Los padres no saben cuáles son las horas disponibles o son asignados a horarios que no les convienen (los horarios son fijados a conveniencia del maestro y no del padre). Si un estudiante no quiere que su padre se reúna con un maestro puede dejar de hacer la cita o postergarla hasta que no haya tiempo disponible. 

#### Por teléfono
La programación por teléfono permite fijar citas sin necesidad de que el padre se traslade a la escuela. En teoría, el intermediario podría suprimirse mediante programación automática de citas por teléfono, pero aún no se cuenta con los medios avanzados de análisis de voz. La programación de citas puede causar sobrecarga de trabajo para el personal de las escuelas.

#### En línea
La programación en línea se hace en Internet utilizando aplicaciones para programación de citas. Las ventajas son que el sistema automatizado no requiere intermediarios, es centralizado y optimiza las necesidades tanto de los padres como de los maestros y no requiere la participación de los alumnos.   
Los sistemas de programación de horarios, bien diseñados, son seguros, fáciles de usar y administrar. Uno de los más populares actualmente en uso es PTC Wizard (www.ptcwizard.com).
Las características que ofrecen los sistemas más avanzados son:  
- Optimización de horarios, el sistema selecciona la secuencia óptima de reuniones individuales en el lapso que mejor se ajusta a los padres.
- Programación flexible que permite fijar entrevistas de duración variable en múltiples fechas, dependiendo del año y grado de los estudiantes.
- Recesos entre entrevistas que permiten a los padres asistir a las reuniones a tiempo y a los docentes ajustarse a los cambios de horario cuando la reunión previa se excede del tiempo estimado, facilitando  la ejecución a tiempo de las reuniones.
- La capacidad de ofrecer a algunos padres (aquellos que tienen varios hijos o son empleados de la escuela) acceso preferencial.[12]
- Análisis estadístico de las solicitudes una vez concluidas las entrevistas.
- Programación central o en lotes, que puede pasar el control de los padres a la escuela y viceversa, usando un proceso multifuncional de prioridades. Los padres solicitan citas en línea para ver a los maestros en orden de prioridad, e incluyen información de su disponibilidad de tiempo. La aplicación programa las solicitudes en lote. El resultado es que los padres pueden reunirse con sus docentes prioritarios, pero podrían dejar de reunirse con los maestros de menor prioridad.  Sin embargo, esta desventaja se  compensa cuando se compara con los sistemas por orden de llegada, en los que solo los primeros padres que hacen citas obtienen sus horarios preferidos.  Una vez que la escuela publica el programa de entrevistas, los padres pueden hacer una segunda ronda de citas en línea, para incorporar cambios de última hora o tratar de programar citas con maestros de baja prioridad que no lograron en la primera ronda.[13] Los sistemas centralizados afirman que pueden mejorar el problema de exceso de solicitudes que reciben los profesores de las asignaturas principales.[6]

### Complejidad
En computación, el problema de planificar entrevistas de padres y maestros es de tipo NP-completo, de la misma clase de complejidad que otros problemas que implican satisfacción de restricciones y optimización combinatoria (no se conocen algoritmos rápidos para resolverlos).    
Esto puede explicarse de la siguiente manera: Podemos evaluar el tiempo polinómico relativo al tamaño de la entrada de datos, para saber si ciertas asignaciones de tiempo satisfacen las restricciones del programa de entrevistas de padres y maestros (PTCS).  Por lo tanto, PTCS ∈ NP. Si ignoramos las restricciones que complican las asignaciones aún más, consideremos solo las restricciones de disponibilidad de los padres (suponiendo que todos los maestros, salones y horarios están siempre disponibles). Entonces, en el problema PTCS hay una transformación polinómica simple del problema de asignación clase/maestro con las restricciones de disponibilidad de los maestros (CTTA), para la elaboración de un cronograma de la escuela. Es decir, instancias de mapa de clase con instancias de maestros, instancias de maestros con instancias de padres, asignaciones de tiempo con asignaciones de tiempo (mapa de identidad), y disponibilidad de maestros con disponibilidad de padres. Por lo tanto, si el problema PTCS se pudiera resolver con un algoritmo tiempo-polinomio, la transformación descrita y el algoritmo podrían usarse para resolver también el problema CTTA, y la tarea CTTA se podría resolver también con un algoritmo polinómico.  Pero está comprobado que CTTA es NP-completo mediante la reducción del problema NP-completo 3-SAT, por ello, el problema de programar PTC tampoco puede resolverse por algoritmo polinómico y es NP-completo.

## Gerencia
La optimización del programa de entrevistas es una ventaja solo si los participantes cumplen con el horario, comienzan y terminan las reuniones a tiempo.  Esto último se puede lograr mediante el uso del timbre de la escuela o  mensajes por altavoz al concluir el tiempo de cada entrevista (por ejemplo: “Por favor, pase a la siguiente entrevista”). Las técnicas de gestión del tiempo aplican en estos casos para evitar entrevistas demasiado cortas que resultan más difíciles de controlar, y estableciendo lapsos entre eventos previendo posibles retrasos.     

### Ejecución a tiempo
Los padres con frecuencia se quejan porque los horarios se retrasan, haciéndoles perder entrevistas o acortándoles el tiempo previsto. Esto se debe a que los padres o los maestros prolongan las entrevistas más allá del tiempo estipulado.  La presencia de otro padre esperando, a la vista del maestro, su próxima entrevista es uno de los factores que fácilmente disminuye este problema. Otras opciones que ayudan a mantener la puntualidad de los eventos son las siguientes:  
- Usar campanas, timbres o mensajes de voz automáticos en el sistema de parlantes de la escuela para anunciar el cambio de entrevista (por ejemplo: “Por favor, pase a la siguiente entrevista”).
- Colocar relojes de gran tamaño proyectados en pantalla que muestren la hora exacta e incentiven a los participantes a tomar conciencia del tiempo.
- Recomendar y recordar enfáticamente a los maestros que se adhieran a los horarios anunciados.
- Evitar reuniones demasiado cortas que resultan difíciles de cumplir (por ejemplo: 5 minutos), es preferible programar lapsos más largos para discutir los temas. Las entrevistas cortas permiten programar más lapsos en el evento, sin embargo, si fallan los tiempos de ejecución se pierde esta ventaja.
- Proveer intervalos espaciados entre las reuniones para los maestros con horarios más cargados, que ofrezcan margen de maniobra y ayuden a controlar los retrasos.
- Los sistemas que optimizan la programación de reuniones ofrecen horarios más compactos a los padres, alentándolos a concluir sus entrevistas a tiempo para asistir a la siguiente. La tendencia natural de los padres es permanecer en la reunión más tiempo de lo previsto, lo cual es aceptable si no hay otras reuniones previstas inmediatamente. Los programas optimizados también reducen el tiempo de los padres en el plantel, así como el número de padres inactivos.

## Discusión
Las entrevistas de padres y maestros reciben críticas por su sesgo de clases y por su ineficiencia, debido a que los que asisten son los padres de los niños privilegiados, mientras que los padres de niños que más necesitan asistencia no asisten.